# Кинг Джордж V (линеен кораб, 1939)
Кинг Джордж V (на английски: HMS King George V (41)) е вторият британски линеен кораб с това име (първият е от 1911 година. Заложен е като главен кораб от нова серия през 1937 г. Участва в сраженията на Втората световна война.
Според традицията името на първия линкор от нова серия кораби се дава в чест на монарха, който трябва следващ да седне на трона, за това първоначално корабът е наречен „Крал Джордж VI“ (в чест на Джордж VI). Обаче краля нарежда на Адмиралтейството да кръсти кораба в чест на неговия баща Джордж V. „Кинг Джордж V“ е построен от компанията Vickers-Armstrong в корабостроителницата на ВМС в Walker, в съседство с град Нюкасъл. Той е заложен 1 януари 1937 г., спуснат е на вода на 21 февруари 1939 г.

## История на службата
Той е заложен на 1 януари 1937 г. в корабостроителницата на компанията „Викерс-Армстронг“ (на английски: Vickers-Armstrongs) в град Тайн. Спуснат е на вода на 21 февруари 1939 г., в строй официално влиза на 11 декември 1940 г.. През януари 1941 г., още преди да достигне пълна бойна готовност, линкора извършва преход през Атлантика, доставяйки в САЩ новия британски посланик. На обратния си път „Кинг Джордж V“ прикрива конвой. През март 1941 г. участва в рейда над Лофотенските острови.
През май 1941 г. е привлечен към операцията против германския линкор „Бисмарк“. На 27 май 1941 г. съвместно с линкора „Родни“ влиза в бой с „Бисмарк“ и изстрелва по противника 339 снаряда на главния си калибър и 660 от универсалния калибър. Впоследствие действа в района на Северния Атлантик, прикривайки операциите на британския флот, а също и конвоите с доставки за СССР. На 1 май 1942 г., в хода на една от тези операции, таранира своя разрушител „Пенджаби“. Разрушителя потъва, от взрива на намиращите се на него дълбочинни бомби линкора получава сериозни повреди в носовата част.
След ремонта „Кинг Джордж V“ отново става флагмански кораб на Флота на метрополията и прикрива арктическите конвои. През лятото на 1943 г. преминава в Средиземно море и е включен в състава на Съединение H. През 10 – 11 юли 1943 г. провежда отвличаща артподготовка при крайбрежието на Сицилия, преди десанта на съюзниците на този остров.
През първата половина на 1944 г. преминава ремонт и е изпратен в Тихия океан и е включен в състава на оперативната група на британския флот, действаща съвместно с американските ВМС. През юли 1945 г. обстрелва с главния си калибър предградията на Токио. На 2 септември 1945 г. участва в церемонията по капитулацията на Япония.
Във Великобритания се връща през март 1946 г., след ремонт в Австралия. След това е флагман на флота, но вече през 1947 г. е поставен за нов ремонт. В периода 1948 – 1949 г. влиза в състава на учебна ескадра, през септември 1949 г. е изваден в резерва. На 30 април 1957 г. е изключен от списъците на флота и в началото на 1958 г. е продаден за скрап.